# Perris Records
La Perris Records è un'etichetta discografica statunitense dedicata all'heavy metal ed in particolare a sottogeneri come il hair/pop metal, lo sleaze metal, l'AOR, e l'hard rock in genere.

## Storia della Perris Records
L'etichetta venne fondata nei primi anni novanta presso Houston, Texas, Stati Uniti da Tom Mathers.
La Perris nacque quando la band di Mathers, i Cherry St., fecero un tour nazionale senza etichetta. Così, invece di aspettare di trovare qualche casa discografica, Mathers ne fondò una sua.
Molte band che superarono il periodo di crisi dei primi anni novanta a causa del grunge, firmarono per la Perris oltre a nuove generazioni di band più recenti. L'etichetta è diventata quindi un riferimento per il "revival" del hair metal dagli anni novanta fino ad oggi.

## Alcuni artisti che hanno pubblicato materiale per la Perris
- Adam Bomb
- Autograph
- Bang Tango
- Beverly Killz
- Big Cock
- Billy Sheehan
- Black 'N Blue
- Bruce Kulick
- BulletBoys
- Cinderella
- Cherry St.
- Danger Danger
- Dangerous Toys
- DNR (Dreams Now Reality)
- Electric Boys
- Enuff Z'Nuff
- Europe
- Every Mother's Nightmare
- Faster Pussycat

- Fifth Angel
- FireHouse
- Gemini Five
- George Lynch
- Gilby Clarke
- Heavens Edge
- Helix
- Jetboy
- Keel
- King Kobra
- Kristy Majors
- L.A. Guns
- Leatherwolf
- Legs Diamond
- Lita Ford
- Lords of the New Church
- Loud N Nasty

- Love/Hate
- Lynch Mob
- Madam X
- Michael Angelo Batio
- Michael Schenker Group
- Michael Sweet
- Mike Tramp
- Montrose
- Mötley Crüe
- Nasty Idols
- Odin
- Pretty Boy Floyd
- Quiet Riot
- Razamanaz
- Rikki Rockett
- Riot
- Roxx

- Roxx Gang
- Steeler
- Steelheart
- Steevie Jaimz
- Stephen Pearcy
- Stryper
- S.E.X. Department
- Talisman
- TNT
- Vain
- Vicious Rumors
- Vinnie Vincent
- Warrant
- Watchtower
- Xciter
- Y&T
- Zan Clan